# Encyclopédie sur CD-ROM
 (septembre 2020).
Une encyclopédie sur CD-ROM est une encyclopédie livrée comme logiciel de référence sur un disque CD-ROM destiné à être utilisé sur un ordinateur personnel. C'était la façon habituelle dont les utilisateurs d'ordinateurs accédaient aux connaissances encyclopédiques au cours des années 1990. Plus tard, les disques DVD ont remplacé les CD-ROM et, à partir du milieu des années 2000, les encyclopédies sur Internet sont devenues dominantes et ont remplacé les encyclopédies logicielles sur disque. Quelques exemples d'encyclopédies sur CD-ROM sont Encarta, Grolier Multimedia Encyclopedia et Britannica.
Les encyclopédies sur CD-ROM étaient généralement un programme MacOS ou Microsoft Windows (3.0, 3.1 ou 95/98) sur un disque CD-ROM. L'utilisateur exécutait le logiciel de l'encyclopédie pour voir un menu qui lui permettait de commencer à parcourir les articles de l'encyclopédie, et la plupart des encyclopédies proposaient également un moyen de rechercher le contenu de l'encyclopédie. Le texte de l'article était généralement relié par hyperliens et comprenait également des photographies, des clips audio (par exemple dans les articles sur les discours historiques ou les instruments de musique) et des clips vidéo. À l'époque des CD-ROM, les clips vidéo avaient généralement une faible résolution, souvent 160 × 120 ou 320 × 240 pixels. Ces encyclopédies qui utilisaient des photos, de l'audio et de la vidéo étaient également appelées encyclopédies multimédia. Cependant, en raison du développement des encyclopédies en ligne, les encyclopédies sur CD-ROM ont été déclarées obsolètes.